# Mildred Pierce (film)
Mildred Pierce – amerykański film noir z 1945 roku w reżyserii Michaela Curtiza, będący adaptacją powieści Jamesa M. Caina pod tym samym tytułem z 1941 roku. Film opowiada o trudnych relacjach łączących matkę i córkę.
Główną rolę w filmie zagrała Joan Crawford. Była to jej pierwsza rola w filmie wytwórni Warner Bros. po opuszczeniu konkurencyjnego MGM. Za rolę w tym filmie Crawford otrzymała Oscara dla najlepszej aktorki pierwszoplanowej.
W 1996 obraz został uznany za „kulturowo, historycznie lub estetycznie znaczący” i wpisano go na listę filmów budujących dziedzictwo kulturalne USA (National Film Registry), przechowywanych w Bibliotece Kongresu Stanów Zjednoczonych.

## Obsada
- Joan Crawford jako Mildred Pierce Beragon
- Jack Carson jako Wally Fay
- Zachary Scott jako Monte Beragon
- Eve Arden jako Ida Corwin
- Ann Blyth jako Veda Pierce Forrester
- Butterfly McQueen jako Lottie
- Bruce Bennett jako Albert ('Bert') Pierce
- Lee Patrick jako pani Maggie Biederhof
- Moroni Olsen jako inspektor Peterson
- Veda Ann Borg jako Miriam Ellis
- Jo Ann Marlowe jako Kay Pierce

## Nagrody i nominacje
18. ceremonia wręczenia Oscarów
- najlepsza aktorka pierwszoplanowa − Joan Crawford
- nominacja: najlepszy film
- nominacja: najlepszy scenariusz adaptowany − Ranald MacDougall
- nominacja: najlepsza aktorka drugoplanowa − Eve Arden
- nominacja: najlepsza aktorka drugoplanowa − Ann Blyth
- nominacja: najlepsze zdjęcia − Ernest Haller